# ЛАДА ТВ
ЛАДА ТВ — телекомпания города Тольятти, существовавшая в 1991—2008 годах и осуществляя вещание на собственном 10-м метровом канале. После прекращения выпуска собственных программ осуществляется вещание канала Че в городе.

## Деятельность
В 1991 году была зарегистрирована ЗАО ТК «ЛАДА ТВ». Сетевым партнером в 90-х годах являлся Санкт-Петербургский Пятый канал. Телекомпания с выпуском собственных программ выходила в эфир в вечернее время. Где также в 90-х выходили программы местной телестудии «Арт клуба Диво», на техническом оборудовании которой первое время начинающая телекомпания ЛАДА ТВ и ИКС ТВ производили собственные программы. В 2000-х годах сетевым партнером являлся канал ТНТ, в эфир выходили программы местных телестудий «Автодром», «ТВ-Эксперт».
Телекомпания имела собственный ретранслятор и релейную линию которая позволяла вести трансляцию из студии телекомпании которая находись в здании главпочтамта Тольятти, ул. Мира, 67-А.
Учредителями телекомпании были ОАО «Связьинформ» в лице тольяттинского филиала ГУЭС, фирма по продаже вазовских запчастей АО «Формат» и муниципалитет в лице МУП «Электрон» и «Фонда имущества Тольятти». Телекомпания не пользовалась поддержкой мэра Сергея Жилкина который делал попытки создать городское телевидение.

### Арт клуб Диво
В 1991—1997 гг. телестудия спецавтоцентра ВАЗа «Арт клуб ДИВО» Александра Пигарёва в 90-х являлась основным партнером ЛАДА ТВ предоставляя первое время начинающей телекомпании видео оборудование. Которая выходила в эфире под собственным логотипом с авторскими программами: «Фиеста» (авт. Олег Сумачев), «На Распутье» (авт. Владимир Захаров), «Рисовка» (авт. Константин Мартыновский), «Школа Татьяна» (авт. Татьяна Вершинина), утренний канал «Подъём» и программа «Кто Вы какой Вы» (авт. Наталья Казанджан), музыка «Модуль Навигации», «Ночной канал» и другие.
В 1997 году после смены директора АО Автоцентр-Тольятти-ВАЗ Юрия Целикова, студия ДИВО прекратила выпуск собственных программ, коллектив разошелся, среди которых журналист Наталья Казанджан, дизайнер Олег Сумычев, оператор Валерий Бутурлакин перешли на ВАЗ ТВ, журналист Ирина Евдокимова и оператор Андрей Косов остались на ЛАДА ТВ, впоследствии перейдя в телестудию Тольяттинского государственного университета.

## Собственное телепроизводство

Первый логотип 90-х

Сергей Логинов — основатель и первый главный редактор ЛАДА ТВ

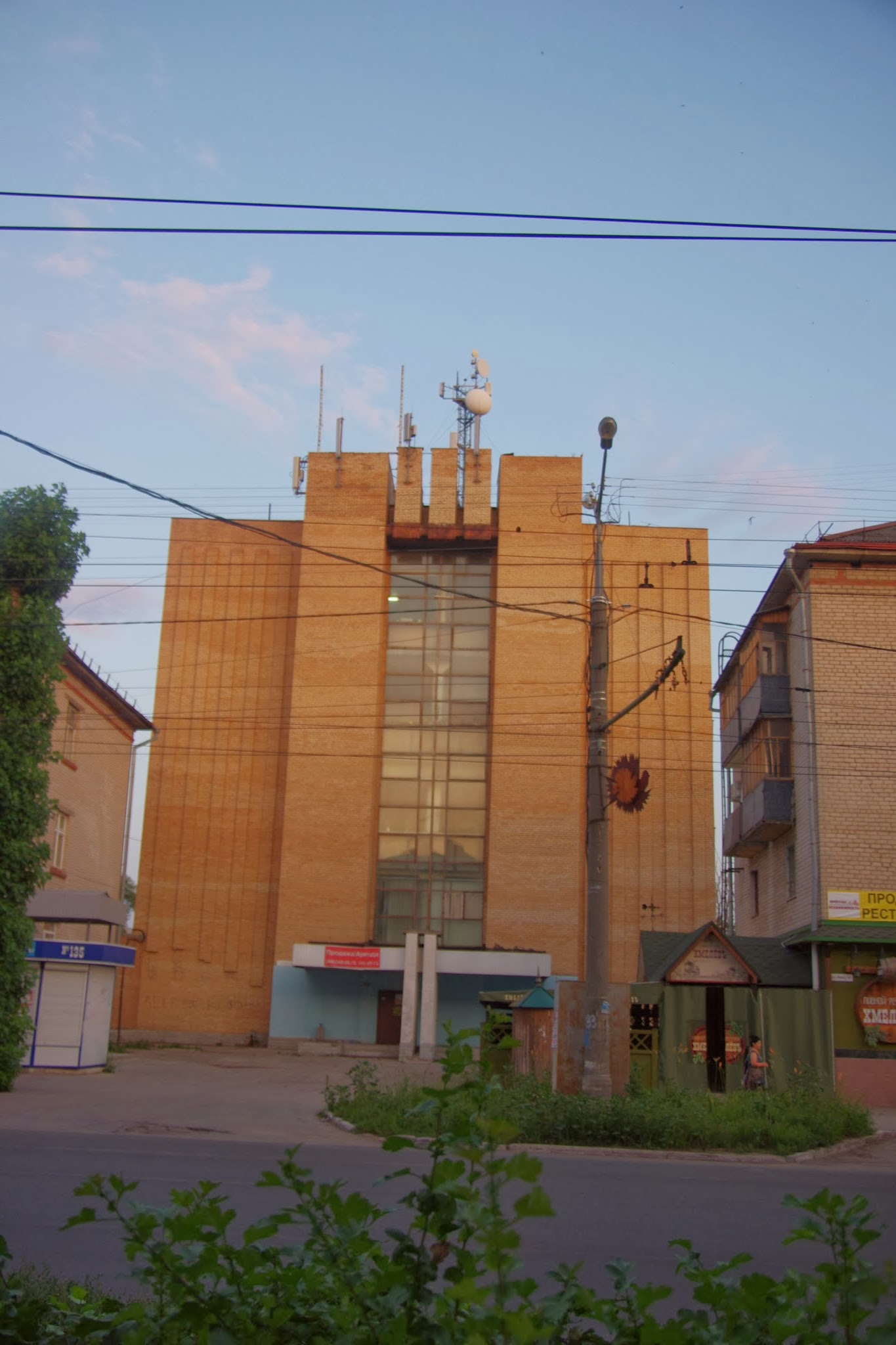
Здание где находилась телекомпания ЛАДА ТВ и ИКС ТВ ул. Мира, 67-А

Главный редактор Сергей Логинов был автором и ведущим аналитической программы «Думский Вестник», «Криминальные Вести».
В 1998 году телекомпания не долгое время входила в «Ассоциацию Телевидения Тольятти» (АТТ), созданную по инициативе ВАЗ ТВ.
В 2000 году в ходе Тольяттинской криминальной войны, были убиты директор и главный редактор телекомпании «ЛАДА ТВ» Сергей Иванов и Сергей Логинов. Новый директор-главный редактор Евгений Рабинович провёл ребрендинг телекомпании, сменил логотип и сетевого партнера на «ТНТ». В телекомпанию перешел творческий коллектив Арт клуба Диво и телекомпании ИКС, был увеличен выпуск собственных программ.
2 февраля 2001 в эфир вышел первый выпуск информационной программы «Время Тольятти», которая на городском журналистском конкурсе была удостоена премией «Дебют года 2002». Ведущими службы новостей были Лолита Полякова, Инга Веретенникова, Мзия Нагервадзе, Сергей Семёнов.
Телекомпания производила собственные городские телепрограммы утренний канал «Ладное утро» (ведущие Татьяна Антощук, Инга Веретенникова, Евгений Лесной).
А также другие программы, среди которых: Программа посвященная миру компьютерной техники «Лабиринт» (ведущий Евгений Музыка), программа «Может быть», программа «Дом журналиста» (авт. Ирина Евдокимова и Андрей Косов), вечерний канал «Еще не поздно», программа об образовании для учащихся, родителей и преподавателей «Открытый урок» (ведущий Сергей Шмыров), обзор спортивных событий «Дополнительное время» (ведущий Дмитрий Евстигнеев), программа «Дежурный по городу» (ведущий Евгений Лесной), программа «Право выбора», обзор и анализ городских событий минувшей недели в аналитической программе «Неделя», программа «Диалог» (автор и ведущий Александр Шмыгов), программа «Открытая альтернатива», авторская программа Сергея Красовского «Посторонним В» и «Арт Хаус». Программа «Между нами, девочками» (ведущая Елена Шпагина), документальный цикл об истории города «Половина века» (ведущий Сергей Шмыров).
Телестудия «ТВ-Эксперт (Медиа-7)» на ЛАДА ТВ вела показ программы о здоровье «Bona Vita» с Мариной Шикиной и еженедельную программу в прямом эфире «Профессионал» с Ольгой Бывшевой. Телестудия «Автодром» вела показ программы «Дорожный патруль». Также на ЛАДА ТВ выходила авторская спортивная программа Валерия Малькова «Фан-Клуб».

## Прекращение
29 декабря 2007 году врио мэра Тольятти В. В. Иванов ликвидировал муниципальное учреждение «Фонд имущества г. о. Тольятти», которое являлось соучредителем телекомпании ЛАДА ТВ, прекратив поддержку телекомпании из городского бюджета.
В 2008 году в период международного экономического кризиса, телекомпания прекратила выпуск собственных программ. В 2011 в результате кредитных обязательств теле ретранслятор 10-го канала перешел в собственность Новикомбанка. На частоте 10-го метрового канала стал осуществлять вещание федеральный канал Че.
Программы студии «ТВ-Эксперт (Медиа-7)» и «Автодром» вошли в состав ВАЗ ТВ. Последний директор телекомпании Евгений Рабинович возглавил кабельное телевидение ЛИК.